# Teodor Regedziński
Teodor Regedziński est un joueur d'échecs polonais né le 28 avril 1894 à Łódź et mort le 2 août 1954 dans la même ville.

## Biographie et carrière
Le père de Regedziński était forgeron. Ses ancêtres étaient allemands et s'appelaient Reger. 
Regedziński participa au premier championnat de Pologne en 1926 et finit troisième ex æquo. Il fut quatrième du championnat de Pologne de 1927, remporté par Akiba Rubinstein. La même année, il remporta le tournoi de Kecskemét mineur devant Henryk Friedman (le tournoi principal fut remporté par le futur champion du monde Alexandre Alekhine).
Regedziński représenta la Pologne lors de quatre olympiades (en 1928, 1933, 1937 et 1939) et lors de l'olympiade non officielle organisée par l'Allemagne en 1936. En 1928, à La Haye, il remporta la médaille de bronze tous échiquiers confondus avec 10 points sur 13. En 1933, la Pologne finit quatrième et Regedziński jouait au troisième échiquier. En 1937, il remporta la médaille de bronze par équipe et la médaille d'argent individuelle au premier échiquier de réserve avec 11 points sur 13. En 1939, à Buenos Aires, il remporta la médaille d'argent par équipe et la médaille de bronze individuelle au quatrième échiquier avec 8 points sur 13 parties. Lors de l'olympiade de Munich en 1936, il joua au troisième échiquier (les équipes s'affrontaient sur huit échiquiers) et l'équipe de Pologne finit deuxième de la compétition.
Après l'Olympiade d'échecs de 1939 disputée en septembre pendant le déclenchement de la Seconde Guerre mondiale, Regedziński revint en Europe, où après l'incorporation de Łódź, il est appelé au service militaire allemand. Regedziński, qui parlait polonais, allemand, russe, anglais et français, travailla comme interprète auprès de l'armée allemande. 
En 1945, il retourne à Łódź. Ici, il est arrêté par les communistes pour sa collaboration avec les occupants fascistes et condamné à quatre ans dans un camp de travail .